# منية البندرة
منية البندرة إحدى قرى مركز السنطة التابع لمحافظة الغربية بجمهورية مصر العربية

## التاريخ
قرية منية البندرة من القرى القديمة، حيث وردت باسم «منية البندرا» في أعمال السمنودية ضمن قرى الروك الصلاحي التي أحصاها ابن مماتي في كتاب قوانين الدواوين، كما وردت باسم «منية البندرا» في أعمال الغربية ضمن قرى الروك الناصري التي أحصاها ابن الجيعان في كتاب «التحفة السنية بأسماء البلاد المصرية». وفي العصر العثماني وردت باسم «منية البندرا» في التربيع العثماني الذي أجراه الوالي العثماني سليمان باشا الخادم في عصر السلطان العثماني سليمان القانوني ضمن قرى ولاية الغربية، وفي تاريخ 1228هـ/1813م الذي عدّ قرى مصر بعد المسح الذي قام به محمد علي باشا باسم «منية البندرة» ضمن قرى مديرية الغربية.

## السكان
بلغ عدد سكان منية البندرة 4697 نسمة حسب تقدير عام 2018.
| السنة  | 1897 | 1907 | 1927 | 1947 | 1960 | 1976 | 1986 | 1996 | 2006  | 2018 |
| ------ | ---- | ---- | ---- | ---- | ---- | ---- | ---- | ---- | ----- | ---- |
| القرية | 879  | 1006 | 1198 | 1344 | 1736 | 2328 | 2908 | 3119 | 3,627 | 4697 |